# Fais pas ci, fais pas ça
Fais pas ci, fais pas ça (literal, No hagas esto, no hagas aquello) es una serie de televisión francesa creada por Anne Giafferi y Thierry Bizot para France 2.  

## Trama
La serie habla de la convivencia de dos familias vecinas, los Bouley y los Lepic, que tienen métodos de educación opuestos. Los Lepic son bastante conservadores, mientras que los Bouley son abiertos, comprensivos y liberales. Pero a pesar de sus diferencias sociales y culturales, las dos familias son amigas y a menudo enfrentan problemas comunes. Inspiró el modelo de la serie Modern Family.

## Elenco
| Actor/actriz             | Personaje         |
| Bruno Salomone           | Dennis Bouley     |
| Isabelle Gélinas         | Valerie Bouley    |
| Guillaume de Tonquédec   | Renaud Lepic      |
| Valérie Bonneton         | Fabienne Lepic    |
| Yaniss Lespert           | Christophe Lepic  |
| Tiphaine Haas            | Soline Lepic      |
| Alexandra Gentil         | Tiphaine Kalamian |
| Cannelle Carré-Cassaigne | Charlotte Lepic   |
| Lilian Dugois            | Eliot Bouley      |
| Timothée Kempen Hamel    | Lucas Lepic       |
| Myrtille Gougat          | Salomé Bouley     |
| Martín y Luis Launay     | Kim Lepic         |